# Limite elástico
O limite elástico, também denominado limite de elasticidade e limite de fluência, é a tensão máxima que um material elástico pode suportar sem sofrer deformações permanentes. Se aplicam-se tensões superiores a este limite, o material experimenta deformações permanentes e não recupera sua forma original ao retirar as cargas. Em geral, um material submetido a tensões inferiores a seu limite de elasticidade é deformado temporariamente de acordo com a lei de Hooke.
Os materiais submetidos a tensões superiores a seu limite de elasticidade tem um comportamento plástico. Se as tensões exercidas continuam aumentando o material alcança seu ponto de fratura. O limite elástico marca, portanto, a passagem do campo elástico à zona de fluência. Mais formalmente, isto comporta que em uma situação de tensão uniaxial, o limite elástico é a tensão admissível a partir da qual se entra na superfície de fluência do material.

## Determinação do limite elástico

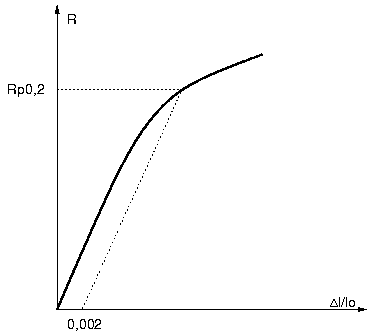
Determinação do limite elástico convencional.

Se dispõe-se as tensões em função das deformações em um gráfico se observa que, em um princípio e para a maioria dos materiais (os elastômeros não o cumprem, por exemplo), aparece uma zona que segue uma distribuição quase linear, onde a pendente é o módulo de elasticidade E. Esta zona corresponde às deformações elásticas do material até um ponto onde a função muda de regime e começa a curvar-se, zona que corresponde ao início do regime plástico. Esse ponto é o ponto de limite elástico.
Devido à dificuldade para localizá-lo exatamente e com total fidelidade, já que nos gráficos experimentais a reta é difícil de determinar e existe uma banda onde poderia situar-se o limite elástico, em engenharia se adota um critério convencional e se considera como limite elástico a tensão a qual o material tem uma deformação plástica de 0,2% (ou também ε = 0.002)